# Henriquezia verticillata
Henriquezia verticillata är en måreväxtart som beskrevs av Richard Spruce och George Bentham. Henriquezia verticillata ingår i släktet Henriquezia och familjen måreväxter. Inga underarter finns listade i Catalogue of Life.